# 단둥시
단둥시(한국어: 단동시, 중국어 간체자: 丹东, 정체자: 丹東, 병음: Dāndōng)는 중화인민공화국 랴오닝성에 위치한 도시로, 같은 성에 속한 둥강시와 함께 북한과의 최서남단 접경지에 위치해 있는 도시이다. 면적은 15,030km2이다.

## 지리

### 위치
단둥은 랴오둥반도의 동남부에 있다. 압록강과 황해를 통해 신의주시와 접해 있다. 면적은 14,917km2이다. 압록강을 경계로 둥강 시 지역과 평안북도 신도군의 비단섬이 서로 접하고 있으면서 경계를 이루고 있다. 서한만에 접해 있다.

### 기후
단둥은 냉대 동계 소우 기후(쾨펜의 기후 구분 Dwa)에 속한다. 1월 평균 기온은 -6.8°C, 8월 평균 기온은 23.8°C, 연평균 강수량은 약 1,000mm이다.
| 단둥시 (1991년~2020년)의 기후 | 단둥시 (1991년~2020년)의 기후 | 단둥시 (1991년~2020년)의 기후 | 단둥시 (1991년~2020년)의 기후 | 단둥시 (1991년~2020년)의 기후 | 단둥시 (1991년~2020년)의 기후 | 단둥시 (1991년~2020년)의 기후 | 단둥시 (1991년~2020년)의 기후 | 단둥시 (1991년~2020년)의 기후 | 단둥시 (1991년~2020년)의 기후 | 단둥시 (1991년~2020년)의 기후 | 단둥시 (1991년~2020년)의 기후 | 단둥시 (1991년~2020년)의 기후 | 단둥시 (1991년~2020년)의 기후 |
| 월                            | 1월                           | 2월                           | 3월                           | 4월                           | 5월                           | 6월                           | 7월                           | 8월                           | 9월                           | 10월                          | 11월                          | 12월                          | 연간                          |
| ----------------------------- | ----------------------------- | ----------------------------- | ----------------------------- | ----------------------------- | ----------------------------- | ----------------------------- | ----------------------------- | ----------------------------- | ----------------------------- | ----------------------------- | ----------------------------- | ----------------------------- | ----------------------------- |
| 역대 최고 기온 °C (°F)        | 8.3 (46.9)                    | 15.2 (59.4)                   | 19.6 (67.3)                   | 27.3 (81.1)                   | 30.3 (86.5)                   | 34.5 (94.1)                   | 35.3 (95.5)                   | 37.3 (99.1)                   | 32.2 (90.0)                   | 27.5 (81.5)                   | 20.5 (68.9)                   | 13.0 (55.4)                   | 37.3 (99.1)                   |
| 일평균 최고 기온 °C (°F)      | −1.8 (28.8)                   | 1.9 (35.4)                    | 7.7 (45.9)                    | 15.0 (59.0)                   | 20.8 (69.4)                   | 24.7 (76.5)                   | 27.1 (80.8)                   | 28.2 (82.8)                   | 24.6 (76.3)                   | 17.5 (63.5)                   | 8.0 (46.4)                    | −0.3 (31.5)                   | 14.5 (58.0)                   |
| 일일 평균 기온 °C (°F)        | −6.8 (19.8)                   | −3.4 (25.9)                   | 2.4 (36.3)                    | 9.4 (48.9)                    | 15.5 (59.9)                   | 20.2 (68.4)                   | 23.4 (74.1)                   | 23.8 (74.8)                   | 18.9 (66.0)                   | 11.5 (52.7)                   | 3.1 (37.6)                    | −4.8 (23.4)                   | 9.4 (49.0)                    |
| 일평균 최저 기온 °C (°F)      | −10.8 (12.6)                  | −7.7 (18.1)                   | −1.9 (28.6)                   | 4.7 (40.5)                    | 10.9 (51.6)                   | 16.5 (61.7)                   | 20.7 (69.3)                   | 20.5 (68.9)                   | 14.6 (58.3)                   | 6.7 (44.1)                    | −0.9 (30.4)                   | −8.6 (16.5)                   | 5.4 (41.7)                    |
| 역대 최저 기온 °C (°F)        | −27.8 (−18.0)                 | −28.0 (−18.4)                 | −25.2 (−13.4)                 | −7.0 (19.4)                   | 1.5 (34.7)                    | 5.3 (41.5)                    | 12.1 (53.8)                   | 9.5 (49.1)                    | 2.6 (36.7)                    | −5.8 (21.6)                   | −14.9 (5.2)                   | −23.8 (−10.8)                 | −28.0 (−18.4)                 |
| 평균 강수량 mm (인치)         | 6.3 (0.25)                    | 16.0 (0.63)                   | 20.5 (0.81)                   | 52.9 (2.08)                   | 89.6 (3.53)                   | 107.1 (4.22)                  | 259.2 (10.20)                 | 234.7 (9.24)                  | 92.4 (3.64)                   | 55.8 (2.20)                   | 38.9 (1.53)                   | 15.2 (0.60)                   | 988.6 (38.93)                 |
| 평균 강수일수 (≥ 0.1 mm)      | 3.2                           | 3.9                           | 4.5                           | 7.1                           | 9.2                           | 10.8                          | 13.8                          | 11.8                          | 6.9                           | 6.4                           | 6.3                           | 4.4                           | 88.3                          |
| 평균 강설일수                 | 4.3                           | 3.9                           | 2.3                           | 0.4                           | 0                             | 0                             | 0                             | 0                             | 0                             | 0.1                           | 2.1                           | 5.1                           | 18.2                          |
| 평균 상대 습도 (%)            | 55                            | 56                            | 60                            | 64                            | 72                            | 81                            | 87                            | 85                            | 77                            | 69                            | 63                            | 59                            | 69                            |
| 평균 월간 일조시간            | 195.9                         | 193.6                         | 226.0                         | 226.1                         | 246.1                         | 203.1                         | 152.9                         | 195.6                         | 222.9                         | 209.8                         | 166.7                         | 173.2                         | 2,411.9                       |
| 가능 일조율                   | 65                            | 64                            | 61                            | 57                            | 55                            | 45                            | 34                            | 46                            | 60                            | 61                            | 56                            | 60                            | 55                            |
| 출처: 중국기상국              |                               |                               |                               |                               |                               |                               |                               |                               |                               |                               |                               |                               |                               |

## 역사
고대에는 단둥이 고조선과 고구려의 영토였으며,  668년 고구려 멸망후에는 안동도호부에 속했다가, 발해가 건국된 이후 발해의 영토가 되었다. 요나라때 거란족 영토였으나 멸망후 금나라 때 파속부婆速府路)였고 원나라 때에도 파속부가 두어졌다. 1차 요동정벌 당시 고려가 잠시 점령했으나 후퇴하였다. 청나라는 만주에서 한족의 정착을 금지하는 정책을 취하고 있었지만, 1874년에 전면 해금을 단행했고 1876년에 안동현이 신설되었다.
안동항(安東港)은 1903년 대외 개항, 압록강 수운의 발달에 의해 유역의 물자 집산지로서 발전했다. 1931년에 만주사변이 발발하자 즉시 일본군에 점령되었고 만주국은 1934년 안둥 성(安東省)을 신설, 안둥 현을 성도로 정했다. 1937년 안둥 현은 안둥 시(安東市)로 승격했다. 이 시대에 많은 일본 기업이 안둥에 진출했다. 1945년 일본의 항복 후 중국 공산당군이 접수하였고 한국 전쟁(1950년 ~ 1953년) 때는 중국인민지원군의 병참 전선이 되었다. 1965년 안둥 시는 단둥 시로 개칭되었다.
2010년 8월 21일, 압록강 상류의 집중 호우 때문에 강이 범람해 5만 명 이상이 대피했다.

## 인구
단둥 인구는 241만명이다. 한족, 만주족, 몽골족, 후이족, 한민족, 시버족 등 29개 민족이 거주하고 있다. 단둥에 거주하는 소수 민족 중 만주족과 한민족이 많이 거주한다.
| 민족이름              | 한족      | 만주족  | 몽골족 | 조선족 | 후이족 | 시버족 | 투자족 | 먀오족 | 좡족 | 이족 | 기타민족 |
| --------------------- | --------- | ------- | ------ | ------ | ------ | ------ | ------ | ------ | ---- | ---- | -------- |
| 인구 수               | 1,605,244 | 772,484 | 25,944 | 16,974 | 14,867 | 8,103  | 168    | 163    | 158  | 107  | 485      |
| 인구비율(%)           | 65.66     | 31.60   | 1.06   | 0.69   | 0.61   | 0.33   | 0.01   | 0.01   | 0.01 | 0.00 | 0.02     |
| 소수민족인구중비율(%) | ---       | 92.02   | 3.09   | 2.02   | 1.77   | 0.97   | 0.02   | 0.02   | 0.02 | 0.01 | 0.06     |

## 행정 구역

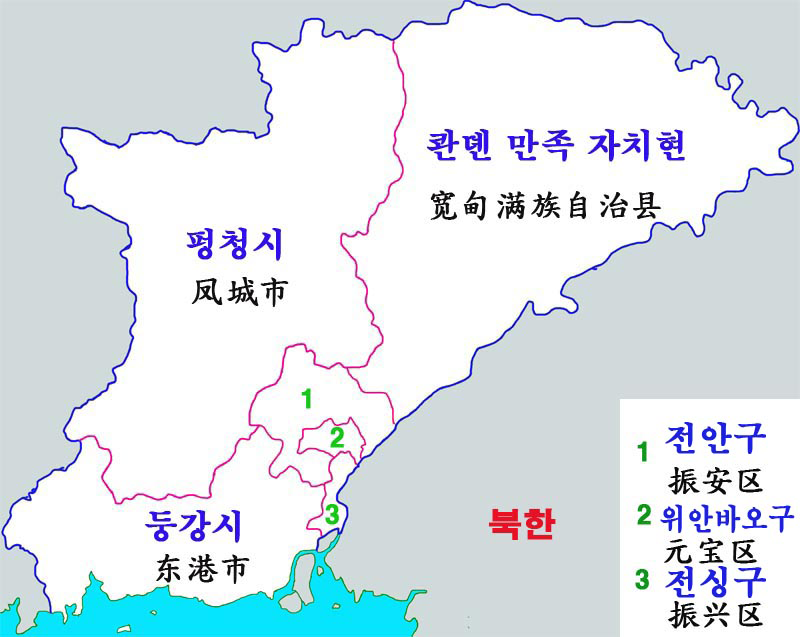
단둥 시 현급구역

3개의 시할구, 2개의 현급시, 1개의 자치현으로 구성되어 있다.
시할구
- 전싱 구(振兴区)
- 위안바오 구(元宝区)
- 전안 구(振安区)

현급시
- 둥강 시(东港市)
- 펑청 시(凤城市)

자치현
- 콴뎬 만족 자치현(宽甸满族自治县)

## 교통
- 단둥역 (丹东站)
- 단둥 랑터우 공항 (丹东浪头机场)

## 관광

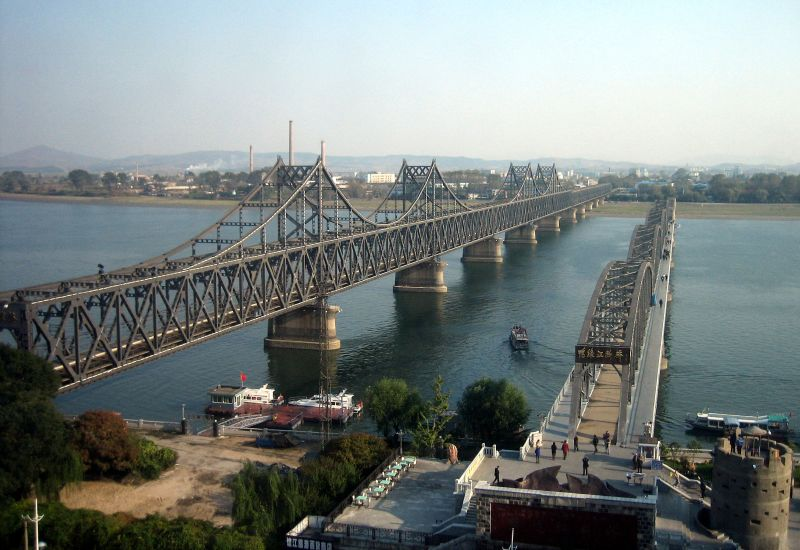
중국에서 바라본 압록강 조중우의교

- 압록강 철교(조중우의교)
- 호샨 장성(虎山長城)

## 자매 도시
- 미국 윌밍턴 (1986년)
- 영국 돈캐스터 (1988년)
- 일본 도쿠시마 (1991년)
- 대한민국 경기도 의정부시 (1997년)

## 조선민주주의인민공화국과의 관계
단둥과 신의주는 중화인민공화국과 조선민주주의인민공화국의 접경지대이며, 조중우의교로 연결되어 있어 이를 통해 조선민주주의인민공화국으로 입국이 가능하다.